# Pokój z widokiem na morze
Pokój z widokiem na morze – polski film psychologiczny z 1977 roku w reżyserii Janusza Zaorskiego.

## Opis fabuły
Nieznany mężczyzna wychodzi na parapet okna w biurowcu w jednym z nadmorskich miast. Na miejsce zostają sprowadzeni dwaj psychologowie (doktor Kucharski i jego mentor profesor Leszczyński), którzy mają nakłonić człowieka do zejścia. W tle milicja stara się ustalić personalia potencjalnego samobójcy. Czas mija, a stagnacja zaczyna wyłaniać konflikt światopoglądowy pomiędzy psychologami.

## Obsada
- Marek Bargiełowski – prokurator Bielecki
- Piotr Fronczewski – doktor Krzysztof Kucharski
- Gustaw Holoubek – profesor Jan Leszczyński
- Stanisław Jaroszyński – major
- Wiesław Wójcik – porucznik
- Diana Stein – urzędniczka
- Marian Wojtczak – człowiek przed wieżowcem
- Ireneusz Kaskiewicz – człowiek przed wieżowcem
- Marek Kondrat – działacz młodzieżowy
- Marcin Troński – kaskader
- Alicja Sobieraj

Źródło: Filmpolski.pl.

## Produkcja
Reżyser filmu, Janusz Zaorski, zainspirował się prawdziwą historią. Zarazem jednak twierdził, że zamiast na postaci samobójcy skupił się na środowisku ludzi, którzy chcą mu pomóc.
Film był kręcony w Łodzi (budynek „Textilimpexu"). Pierwsze sceny powstały jednak w Gdańsku w budynku CTO. Ówczesny dyrektor CTO na wieść, że zdjęcia kręcone są przez ekipę Zespołu Filmowego X, w którym powstał Człowiek z marmuru, zabronił jej wstępu do budynku. Większość zdjęć zrobiono więc w Łodzi. 

## Nagrody

### MFF w Locarno
1978:
- Nagroda Specjalna — Nagroda Międzynarodowej Federacji Krytyki Filmowej (FIPRESCI) - wyróżnienie specjalne Janusz Zaorski
- Srebrny Lampart — Najlepszy reżyser Janusz Zaorski